# Kalikobok
Kalikobok is een bestuurslaag in het regentschap Sragen van de provincie Midden-Java, Indonesië. Kalikobok telt 3294 inwoners (volkstelling 2010).